# 엠푸사
엠푸사(Empusa, Empousa, 고대 그리스어: Ἔμπουσα; 복수형: Ἔμπουσαι)는 그리스 신화에 등장하는, 변신을 하는 여성으로 한쪽 발이 청동으로 되어 있고 정확한 본성은 명확하지 않은 헤카테의 명령을 받아 움직인다. 고대 후기에 empousai는 혼령으로 분류된다.

## 같이 보기
- 브리콜라카스